# Aci Sant'Antonio
Aci Sant'Antonio är en ort och kommun i storstadsregionen Catania, innan 2015 provinsen Catania, i regionen Sicilien i sydvästra Italien. Kommunen hade 18 076 invånare (2017).